# Tubulicrinis corticioides
Tubulicrinis corticioides är en svampart som först beskrevs av Lee Oras Overholts, och fick sitt nu gällande namn av Ginns & M.N.L. Lefebvre 1993. Tubulicrinis corticioides ingår i släktet stiftskinn och familjen Tubulicrinaceae.   Inga underarter finns listade i Catalogue of Life.